# 小卷阿
小卷阿，又名湖干草堂，即魏源故居，位于南京市鼓楼区龙蟠里20号、22号，清凉山下，乌龙潭西侧，是魏源于1832年购地所建，以《诗经·大雅》中篇名“卷阿”命名。小卷阿是江南民居的建筑形式，砖木结构，三进九间，包括下房，建筑面积582平方米。
魏源后半生常年居住于此，并在此撰写《海国图志》。1864年6月，湘军攻陷太平天国首都天京时，魏源之子魏耆收留一女。三年后该女自称为天王洪秀全元妃熊氏，于是魏耆夫妇将一半房舍设为普渡庵（后又称皇姑庵），供元妃出家成尼。
1949年后，小卷阿由魏源曾孙女魏昭、魏韬居住，门额“小卷阿”于文化大革命时被毁。1992年3月，被列为南京市文物保护单位，2009年得到修复。